# Raise the Titanic
Raise the Titanic (bra: O Resgate do Titanic; prt: A Guerra dos Abismos) é um filme de aventura britânico e estadunidense de 1980, produzido pela ITC Entertainment de Lew Grade e dirigido por Jerry Jameson. O filme, que foi escrito por Eric Hughes (adaptação) e Adam Kennedy (roteiro), foi baseado no livro de mesmo nome de Clive Cussler. A história diz respeito a um plano para recuperar o RMS Titanic, devido ao fato de que ele estava transportando carga valiosa para a hegemonia da Guerra Fria.
O filme foi filmado em 1978 e lançado em 1980. Um antigo transatlântico grego SS Athinai, foi convertido em uma réplica do Titanic. Um modelo em escala foi usado para cenas subaquáticas em close-up. Na época das filmagens, havia visões conflitantes sobre se o Titanic se partiu ao meio quando ele naufragou com base no depoimento de testemunhas oculares originais dos sobreviventes, e, de acordo com a hipótese do romance contra a narrativa da separação - o navio foi retratado como intacto no filme. Em 1985, o naufrágio do verdadeiro Titanic foi localizado, confirmando que ele havia quebrado durante o desastre, e estava em duas partes no fundo do Atlântico Norte em um estado de corrosão avançada, tornando a premissa do filme errônea e impossível.
Embora o filme fosse estrelado por Jason Robards, Richard Jordan, David Selby, Anne Archer e Sir Alec Guinness, recebeu críticas mistas da crítica e do público e provou ser uma bomba de bilheteria. O filme arrecadou apenas US$7 milhões diante um orçamento estimado em US$40 milhões. O produtor Lew Grade comentou mais tarde que "teria sido mais barato abaixar o Atlântico".

## Sinopse
O filme começa na ilha fictícia de Svardlov, no distante Mar de Barents, ao norte da União Soviética, onde um espião americano invade uma velha mina, onde descobre o corpo congelado de um sargento do Exército dos EUA e especialista em mineração, Jake Hobart. Ao lado do cadáver de Hobart está um jornal de novembro de 1911, bem como algumas ferramentas de mineração do início do século XX. Usando um aparelho que mede a radiação, o espião descobre que o que ele procura, um mineral extremamente raro chamado byzanium, estava lá, mas foi extraído deixando apenas vestígios. Ele é então perseguido e baleado pelas forças soviéticas, mas é resgatado no último momento por Dirk Pitt (Richard Jordan), um ex-oficial da Marinha dos EUA e um operador clandestino.
É explicado pelo cientista Gene Seagram (David Selby) e o chefe da Agência Nacional Submarina e Marinha (NUMA, um órgão da NASA para a exploração do mar) almirante James Sandecker (Jason Robards) que o mineral que o homem estava tentando encontrar é necessário para abastecer um novo sistema de defesa poderoso, codinome "o projeto siciliano". Este sistema, usando a tecnologia laser, seria capaz de destruir qualquer míssil nuclear durante um ataque e "tornar a guerra nuclear obsoleta".
A CIA e Pitt logo descobrem que as caixas do mineral bruto foram carregadas no RMS Titanic construído em Belfast por um americano em abril de 1912. Uma busca é então conduzida no Atlântico Norte para localizar o transatlântico afundado. A equipe de pesquisa é auxiliada por um dos últimos sobreviventes do Titanic (Alec Guinness), que explica que ele também foi a última pessoa a ver o americano em vida. Pouco antes do Titanic afundar o marinheiro disse que o homem se trancou dentro do cofre do navio contendo as caixas de mineral, suas últimas palavras sendo "graças a Deus por Southby!". Neste ponto, é decidido que a única maneira de se apossar do byzanium é literalmente "levantar o Titanic" do fundo do oceano. Pitt apresenta um plano de salvamento que Sandecker apresenta ao presidente dos EUA. O presidente assina o plano e Pitt é encarregado da operação.
Neste momento, o chefe da estação soviética da KGB em Washington D.C., Andre Prevlov (Bo Brundin), está recebendo informações sobre o projeto e as vaza para um repórter, Dana Archibald (Anne Archer), que também é amante de Seagram e também ex-namorada de Pitt. A história explode a capa secreta do projeto e Sandecker precisa realizar uma coletiva de imprensa para explicar por que o navio está sendo erguido. Perguntas são levantadas sobre o byzanium, mas não são respondidas.
Depois de uma longa busca, o Titanic é localizado e a equipe de busca, com a ajuda da Marinha dos EUA, inicia o perigoso trabalho de levantar o navio do fundo do mar. Um dos submersíveis, Starfish, experimenta uma inundação de cabine e implode. Outro submersível, o Deep Quest, está tentando remover detritos de um dos conveses superiores quando, de repente, se liberta de seus suportes, atravessa a clarabóia acima da escadaria principal e fica entupido. Pitt decide que eles devem tentar levantar o navio antes que a tripulação do Deep Quest se afogue.
Eventualmente, o Titanic enferrujado é trazido para a superfície usando explosivos para quebrar o casco solto dos tanques de ar comprimido de sucção e ar comprimido para preencher os auxiliares de flutuação. Durante a subida, o Deep Quest se separa com segurança do navio.
Quando Prevlov, que esteve a bordo de um navio espião soviético próximo, vê o Titanic, ele arranja um falso pedido de socorro para afastar as escoltas navais americanas da operação. Ele então se encontra com Sandecker, Pitt e Seagram a bordo de sua embarcação. Ele diz a eles que seu governo sabe tudo sobre o mineral e os desafia tanto para o salvamento do Titanic quanto para a posse do minério, alegando que ele foi tirado ilegalmente do solo russo. Prevlov diz que se houver uma "arma superior" feita a partir do mineral, então "a Rússia deve tê-lo!", Sandecker diz a Prevlov que eles sabiam que ele estava vindo e que ele iria ameaçá-los. Pitt, em seguida, escolta-o para o convés onde os caças americanos e um submarino de ataque nuclear chegaram para proteger o Titanic de sua tentativa de pirataria. Prevlov sai derrotado.
O navio é então rebocado para o porto de Nova York e atracado na antiga doca da White Star Line, seu destino original pretendido. A chegada é recebida com muita fanfarra, incluindo grandes multidões aplaudindo, escoltando navios e aeronaves. Ao entrar no cofre à prova d'água, a equipe de resgate descobre os restos mumificados do americano, mas nenhum mineral. Em vez disso, eles encontram apenas caixas de cascalho. Enquanto contemplam seu provável fracasso, Sandecker diz a Pitt e Seagram que, além de alimentar o sistema defensivo, eles estavam realmente pensando em uma maneira de transformar o byzanium em arma e criar uma superbomba, o que contraria tudo o que o cientista acreditava, ele passa pelos pertences do americano morto encontrado no cofre e encontra um cartão postal não-enviado. Ele então percebe que havia uma pista nessas palavras finais, "graças a Deus por Southby!". O cartão postal mostrava uma igreja e um cemitério na aldeia de Southby, na costa inglesa, o lugar em que o americano organizou um falso enterro para o mineiro congelado Jake Hobart antes de voltar aos Estados Unidos no Titanic. Pitt e Seagram, por si só, vão até o pequeno cemitério e descobrem que o byzanium havia de fato sido enterrado ali. Eles decidem deixar o mineral no túmulo porque concordam que sua existência desestabilizaria o status quo que mantém a paz entre o Ocidente e a União Soviética.

## Elenco
- Jason Robards como Almirante James Sandecker
- Richard Jordan como Dirk Pitt
- David Selby como Dr. Gene Seagram
- Anne Archer como Dana Archibald
- Sir Alec Guinness como John Bigalow
- Bo Brundin como Capitão Andre Prevlov
- M. Emmet Walsh como chefe mestre Vinnie Walker
- J.D. Cannon como Capitão Joe Burke
- Norman Bartold como Almirante Kemper
- Elya Baskin como Marganin
- Dirk Blocker como Merker
- Robert Broyles como Willis
- Paul Carr como Diretor da CIA Nicholson
- Michael C. Gwynne como Bohannon
- Harvey Lewis as Kiel

## Produção

### Pré-produção
O filme sofreu um árduo processo de pré-produção. Lew Grade leu o roteiro de Clive Cussler e ficou interessado, pensando que havia potencial para uma série nos moldes dos filmes de James Bond. Ele descobriu que Stanley Kramer estava ligado à direção e Grade disse que compraria os direitos do livro e deixaria Kramer dirigir e produzir. A pré-produção começou e os modelos do navio foram construídos; Grade disse que os modelos eram pelo menos duas ou três vezes maiores do que deveriam ser. Eventualmente, Kramer desistiu devido a diferenças criativas.
Os custos de produção aumentaram para US$15 milhões, quando foi feito um trabalho para encontrar um navio que pudesse ser convertido para se parecer com o Titanic afundado. O roteiro também sofreu inúmeras reescritas. O novelista Larry McMurtry - que não gostava do romance de Cussler, considerando-o "menos um romance do que um manual sobre como levantar um barco muito grande do fundo do mar" - afirma que ele foi um dos aproximadamente 17 escritores que trabalharam no roteiro. e o único a não pedir um crédito no filme acabado. O próprio Cussler ficou furioso com o resultado final, porque a maior parte da trama original havia sido descartada deixando uma casca oca de sua história; Além disso, ele sentiu que o elenco estava errado.
Elliott Gould foi oferecida um papel principal, mas recusou.

### Filmagem
O filme foi rodado em 1978, mas permaneceu inédito até 1980. Um antigo transatlântico grego SS Athinai foi convertido em uma réplica do Titanic. Um modelo em escala foi usada para close-up de cenas subaquáticas. Na época das filmagens, não se sabia que o Titanic se partiu ao meio quando ele naufragou. Portanto, a destruição do mesmo parece intacto no filme. O naufrágio do real Titanic foi encontrado em 1985.
Um modelo em escala de 10 toneladas e 50 pés (15 m) também foi construído para a cena em que o Titanic é elevado à superfície. Custando US$7 milhões, o modelo inicialmente mostrou-se grande demais para qualquer tanque de água existente. Este problema levou a que um dos primeiros tanques do mundo a ser construído no Mediterranean Film Studios perto de Kalkara, Malta. O tanque de 10 milhões de litros poderia criar a ilusão de que um navio estava no mar. O modelo do Titanic foi levantado mais de 50 vezes até que uma gravação satisfatória fosse adquirida. Após a conclusão das filmagens, a maquete foi deixado a enferrujar durante 30 anos ao lado do tanque horizontal (em 35° 53′ 36,36″ N, 14° 32′ 04,41″ L). Em janeiro de 2003, uma tempestade causou danos ao modelo. Em 2012, os restos da estrutura metálica foram transferidos para um novo local mais próximo do mar (em 35° 53′ 37,51″ N, 14° 32′ 06,13″ L).

### Trilha sonora
Renomado compositor inglês John Barry, que venceu o Globo de Ouro e Oscar criou a trilha do filme musical que se tornou o aspecto mais aclamado da produção e é considerado por muitos como um dos melhores da carreira de Barry. Barry compôs vários temas para o filme, refletindo os diferentes humores na tela de algo militarista, refletindo os aspectos da trama da Guerra Fria para as composições sombrias, frias e sombrias refletidas nas cenas subaquáticas.
Embora as gravações originais da música tenham sido perdidas, a Silva Screen Records, juntamente com Nic Raine, um dos orquestradores de Barry, encomendou uma gravação em 1999 da trilha sonora completa com a Orquestra Filarmônica da Cidade de Praga. Esta gravação - embora considerada uma das melhores recriações de uma das partituras perdidas de Barry feitas para Silva Screen - ainda não tem o toque pessoal do compositor, com algumas faixas sendo gravadas em um ritmo mais rápido e com diferentes partes do álbum. orquestra sendo destacada.
Christian Clemmensen, revisor de Filmtracks.com, mais tarde considerou um dos melhores da carreira de Barry, afirmando: "Quando o filme saiu nos cinemas, a partitura foi uma experiência notavelmente nova e única, e fora da novidade desse estilo de música surgiu a popularidade de técnicas que informariam os esforços de Barry nos premiados pelo Oscar Out of Africa e Dances With Wolves. A trilha foi composta durante o mesmo período criativo em que Barry escreveu um dos seus mais influentes e bem recebidas partituras, por Somewhere in Time, bem como outra para o filme High Road to China. Barry creditou as composições exuberantes, assombrosas e belas (para todas as suas partituras neste período) a uma época em que ele havia perdido recentemente ambos os pais e estava passando por um momento muito emocional em sua vida. Infelizmente, não houve liberação de uma trilha sonora de gravação na época e a perda das fitas originais da sessão foi provavelmente devido à falência e venda dos ativos da AFD, o distribuidor do filme. As gravações muito caras de seis faixas provavelmente foram apagadas e gravadas, como as produções britânicas costumavam fazer na época. Supostamente havia uma trilha sonora planejada, mas quando o filme se tornou uma bilheteria, foi considerado muito caro e cancelado."
Em agosto 2014 Network On Air está liberando Raise The Titanic em Blu-ray no Reino Unido com a única conhecida disponível trilha original de Barry. Quais faixas conteria é desconhecida. Existem fitas da M&E, que contêm a partitura e os efeitos sonoros. Não há fonte conhecida para a fonte original e completa.

## Recepção
Raise the Titanic recebeu críticas principalmente negativas no momento. No entanto, sua trilha musical foi dada uma resposta positiva. Atualmente, dezenas de classificação "podre" de 50% sobre Rotten Tomatoes.
Um exemplo do fracasso do filme fica com a crítica: Leonard Maltin deu 1.5 estrelas no total de 4, e foi impiedoso: "Longa, chata adaptação do best-seller de Clive Cussler sobre a intriga que leva ao maior trabalho de resgate de todos os tempos. A trama tola e os diálogos risíveis minam a excitação do clímax do levantamento do navio".
Roger Ebert deu 2.5 estrelas em 4, Ebert abre sua crítica assim: "Raise the Titanic é quase um bom filme. Tem alguns momentos maravilhosos, mas eles são estragados por duas subtramas idiotas. Por que será que eles sempre destroem grandes idéias intrometendo nos filmes aqueles dois infalíveis becos sem saída, A Garota e Os Russos?".
Na época de seu lançamento, Cussler ficou tão aborrecido com a adaptação cinematográfica de seu livro, ele se recusou a dar qualquer outra permissão para obras cinematográficas baseadas em seus livros. (Em 2006 Cussler processou os produtores de Sahara, uma adaptação cinematográfica de seu livro de 1992, por não consultá-lo no roteiro, quando também causou enormes perdas financeiras.)
O filme, que teve um orçamento de $40 milhões, só conseguiu arrecadar $7 milhões nas bilheterias dos EUA, mais $6.8 milhões no aluguel de vídeo. No entanto, era muito popular no Japão.
Lew Grade posterior mais tarde escreveu que ele "pensou que o filme foi muito bom", particularmente o real levantamento do Titanic e a cena onde Dirk Pitt entra no salão de baile naufragado. Ele culpou o fracasso do filme em parte no lançamento de um filme para a televisão sobre o tema, SOS Titanic. (lançado teatralmente pela EMI Films, da qual o irmão de Grade, Lord Delfont, era então presidente).
Raise The Titanic, juntamente com outros fracassos contemporâneos, foi creditado com a retirada de Grade do envolvimento contínuo com a indústria cinematográfica.

### Indicações
- Framboesa de Ouro

Indicado: Pior Filme
Indicado: Pior Ator Coadjuvante
Indicado: Pior Roteiro